# Carabus procerulus
Carabus procerulus es una especie de insecto adéfago del género Carabus, familia Carabidae. Fue descrita científicamente por Chaudoir en 1862.
Habita en Japón.